# Dean Stoneman
Dean Stoneman, född 24 juli 1990 i Croydon, är en brittisk racerförare.

## Racingkarriär

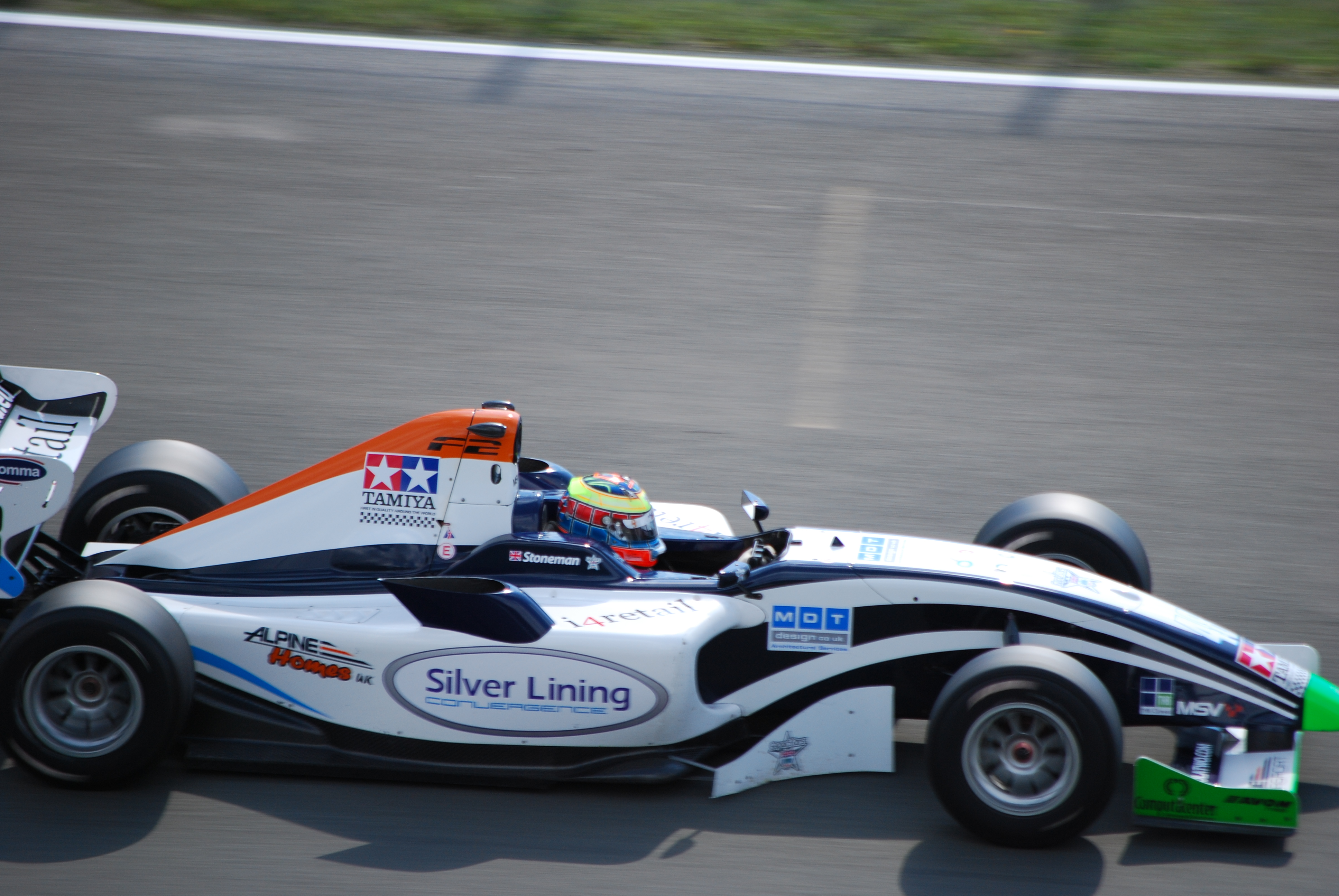
Dean Stoneman i FIA Formula Two Championship på Motorsport Arena Oschersleben 2010.

2006 gick Stoneman från karting till formelbilsracing. Han körde från och med då till 2009 i Formula Renault 2.0 UK och Formula Renault 2.0 BARC, med en andra plats totalt 2007 i BARC som bäst. 2010 tog han sig ut i Europa för FIA Formula Two Championship. I de första testerna under säsongen körde han bra och under hela säsongen hade han och landsmannen Jolyon Palmer en tuff kamp om mästerskapstiteln. Kampen slutade med att Stoneman korades till mästare, efter det första loppet på Circuit de la Comunitat Valenciana Ricardo Tormo.
Stoneman var, till säsongen 2011, bekräftad för I.S.R. Racing i Formula Renault 3.5 Series tillsammans med Daniel Ricciardo. I januari 2011 kom dock meddelande om att han hade drabbats av testikelcancer, vilket gjorde att han bestämde sig för att göra ett uppehåll från racingen under 2011. Istället tog fransmannen Nathanaël Berthon över hans plats i teamet.
| År                                               | Klass/Mästerskap                     | Team                         | Bil                      | Totalt/poäng | Bästa placering                    |
| ------------------------------------------------ | ------------------------------------ | ---------------------------- | ------------------------ | ------------ | ---------------------------------- |
| 2006                                             | Formula Renault 2.0 BARC             | ?                            | Tatuus FR2000 (Renault)  | -/0p         | ?                                  |
| 2006                                             | Formula Renault 2.0 UK Winter Series | Falcon Motorsport            | Tatuus FR2000 (Renault)  | 19:e/19p     | 12:a på Brands Hatch Indy (Race 2) |
| 2007                                             | Formula Renault 2.0 BARC             | Alpine Motorsport            | Tatuus FR2000 (Renault)  | 2:a/131p     | Tre segrar                         |
| 2007                                             | Formula Renault 2.0 UK Winter Cup    | Alpine Motorsport            | Tatuus FR2000 (Renault)  | 6:a/74p      | 2:a på Croft (Race 1)              |
| 2008                                             | Formula Renault 2.0 UK               | Alpine Motorsport            | Tatuus FR2000 (Renault)  | 4:a/398p     | Tre segrar                         |
| 2008                                             | Formula Renault 2.0 UK Winter Cup    | Alpine Motorsport            | Tatuus FR2000 (Renault)  | 3:a/73p      | 1:a på Rockingham (Race 2)         |
| 2009                                             | Formula Renault 2.0 UK               | Alpine Motorsport            | Tatuus FR2000 (Renault)  | 4:a/418p     | 1:a på Snetterton (Race 2)         |
| 2010                                             | FIA Formula Two Championship         | Silver Lining (huvudsponsor) | Williams JPH1B F2 (Audi) | 1:a/284p     | Sex segrar                         |
| 2010                                             | Formula Renault 3.5 Series           | Junior Lotus Racing          | Dallara FR35 (Renault)   | 26:a/0p      | 14:e på Catalunya (Race 2)         |
| Senast uppdaterad: 2011-02-04 (5088 dagar sedan) |                                      |                              |                          |              |                                    |